# The Attic: The Hiding of Anne Frank
The Attic: The Hiding of Anne Frank - film telewizyjny z 1988 roku w reżyserii Johna Ermana powstały na podstawie wspomnień Miep Gies Anne Frank Remembered.

## Fabuła
Podczas okupacji Amsterdamu przez nazistów w czasie II wojny światowej Otto Frank decyduje się ukryć swoją rodzinę pochodzenia żydowskiego, po otrzymaniu wezwania jego córki Margot do stawienia się do transportu do nazistwoskiego obozu. Miep Gies, asystentka w biurze Ottona Franka ukrywa ich na poddaszu nad biurem. 
Film opowiada prawdziwą historię Miep i kłopotów związanych z sekretną pomocą rodzinie i jest oparty na wspomnieniach Miep Gies i Dzienniku Anny Frank.

## Obsada
- Mary Steenburgen - Miep Gies
- Paul Scofield - Otto Frank
- Lisa Jacobs - Anne Frank
- Huub Stapel - Jan Gies
- Eleanor Bron - Edith Frank
- Frances Cuka - Mrs. Van Daan (Auguste van Pels)
- Victor Spinetti - Herman Van Daan (Hermann van Pels)
- Ian Sears - Peter Van Daan (Peter van Pels)
- Miriam Karlin - Mrs. Samson
- Georgia Slowe - Margot Frank
- Irissa Cisternino - Koophuis (Johannes Kleiman)
- Gary Raymond - Mr. Kraler (Victor Kugler)
- Jeffrey Robert - Dr. Dussel (Fritz Pfeffer)
- Tom Clark - Karl Silberbauer
- Tom Wilkinson - Silberbauer

## Nagrody
Nagroda Emmy - najlepszy scenariusz w miniserialu (1988)